# Jagdgeschwader z.b.V.
Истребительная эскадра особого назначения (нем. Jagdgeschwader z.b.V., (JG z.b.V.)) — эскадра истребителей люфтваффе, предназначенная для управления группами III./JG3, I./JG5, II./JG27, III./JG54 и II./JG53. Аббревиатура z.b.V. от немецкого zur besonderen Verwendung (для специального использования). Сформирована 20 апреля 1944 года в Касселе. Использовалась для обороны Рейха с баз в Касселе и Ансбахе. Была подчинена 7-й истребительной дивизии. 15 июня 1944 года преобразована в Stab/JG4.

## Состав эскадры

### Geschwaderkommodoren (командиры эскадры)
| командующий             | период                       | примечания                                    |
| ----------------------- | ---------------------------- | --------------------------------------------- |
| майор Герхард Михальски | 20 апреля — 20 мая 1944 года | ранен, позже назначен командиром JG4          |
| гауптман Вальтер Даль   | 20 мая — 6 июня 1944 года    | назначен командиром JG 300                    |
| майор Герхард Шёпфель   | 6 — 15 июня 1944 года        | преобразована в Stab/JG4, назначен командиром |